# Odontotrypes roborowskyi
Odontotrypes roborowskyi is een keversoort uit de familie mesttorren (Geotrupidae). De wetenschappelijke naam van de soort werd in 1887 gepubliceerd door Edmund Reitter.